# Зазилькала
Зазилькала́ (авар. ЗазилкӀкӀалахъ) — село в Гунибском районе Дагестана. Входит в состав Тлогобского сельсовета.

## География
Село находится на берегу реки Кунада, расстоянии 12 км к северо-западу от села Гуниб, административного центра района.

## Население
| 1939 | 1970 | 1989 | 2002 | 2010 | 2021 |
| ---- | ---- | ---- | ---- | ---- | ---- |
| 26   | ↗35  | ↘22  | ↘0   | ↗37  | ↘25  |